# Hajnice
Obec Hajnice (do roku 1946 a německy Haindorf) se nachází v okrese Trutnov, kraj Královéhradecký. Žije zde přibližně 1 100 obyvatel (v roce 2014 jich bylo 1005).

## Členění obce
Hlavní souvislou zástavbu obce tvoří části Brusnice a Kyje, které na sebe navazují. Obecní úřad se nachází v centru části Brusnice.
- evidenční část Hajnice
  - k. ú. a ZSJ Brusnice, zahrnuje Přebytek, Tadeášovy Domky a Mravenčí Domky, zahrnuje Kamenný vrch.
  - k. ú. Kyje u Hajnice
    - ZSJ Kyje
    - ZSJ Na Kyjích (u cesty podél potoka Běluňky)

  - k. ú. a ZSJ Nesytá, zahrnuje samotu Na Kamenici, zahrnuje vrch Kopna
  - k. ú. a ZSJ Hajnice, zahrnuje oblast Liščí hory a původní obec Hajnice (Haindorf).
- evidenční část Horní Žďár
  - k. ú. a ZSJ Dolní Žďár, zahrnuje Supí vrch, Soví vrch a samotu Sovinec
  - část k. ú. Horní Žďár
    - ZSJ Horní Žďár
    - ZSJ Dubový Dvůr, zahrnuje též samoty U Pilečka, Nouzínek, zahrnuje Satranský kopec
- evidenční část a ZSJ Výšinka, na části katastrálního území Horní Žďár

## Historie
První písemná zmínka o obci Brusnice pochází z roku 1260. Současná obec vznikla v roce 1949 sloučením několika do té doby samostatných obcí a osad. Nynější obec tedy tvoří Brusnice (později Německá Brusnice – Deutsch Prausnitz), Hajnice (Haindorf), Kyje (Kaile, Keule), Mravenčí domky (Ameisenhäuser) a Tadeášovy domky (Thadäushäuser), Nová Bída, Horní a Dolní Žďár (Ober a Nieder Soor, Žárov), Výšinka neboli Ženská Bída (Weiberkränke), Nesytá (Nimmersatt) a Kamenice (Steinhauseln).

## Pamětihodnosti
- Kostel svatého Mikuláše
- Strážní věž